# 't Gouwe Anker

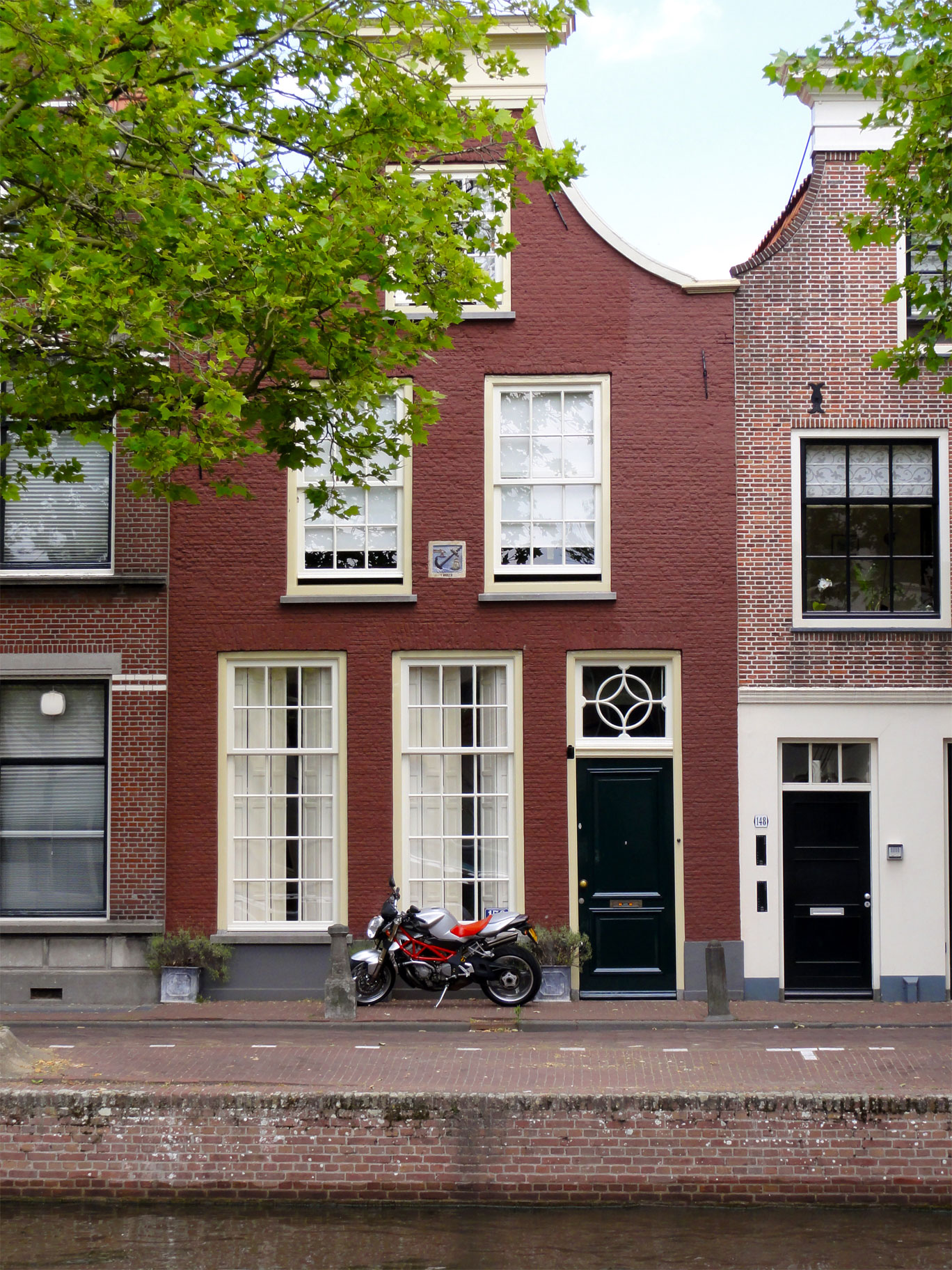
t Gouwe Anker, een grachtenpand aan de Lage Gouwe 150 te Gouda

 't Gouwe Anker is een monumentaal grachtenpand aan de Lage Gouwe 150 in de Nederlandse stad Gouda.
De grachtenwoning werd vroeger 't Gouwe Anker genoemd. Het pand heeft een gevelsteen met daarop afbeeldingen van een anker, een schip en een havenhoofd. De steen draagt de naam "'t Anker". Het is niet de originele gevelsteen van het pand. De steen is afkomstig van een afgebroken boerderij uit de omgeving van Gouda. De steen heeft jarenlang in Schoonhoven in een tuin gelegen. De toenmalige eigenaar van het grachtenpand, de grafisch ontwerper Dick Hoogendoorn, kocht de steen en herplaatste hem in het pand aan de Gouwe.
Het pand met een gepleisterde tuitgevel is erkend als rijksmonument.

## Zie ook

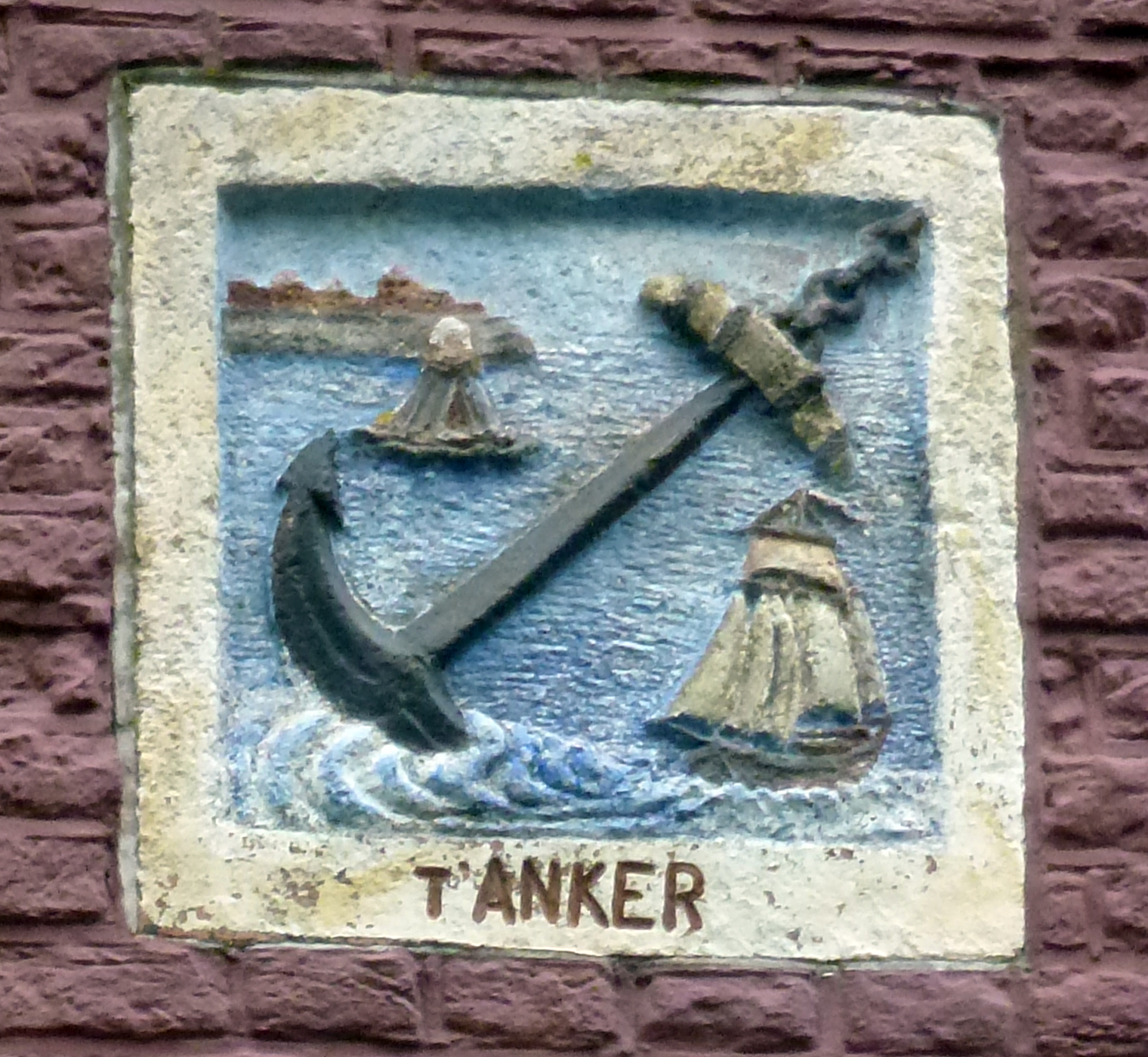
Gevelsteen 't Gouwe Anker
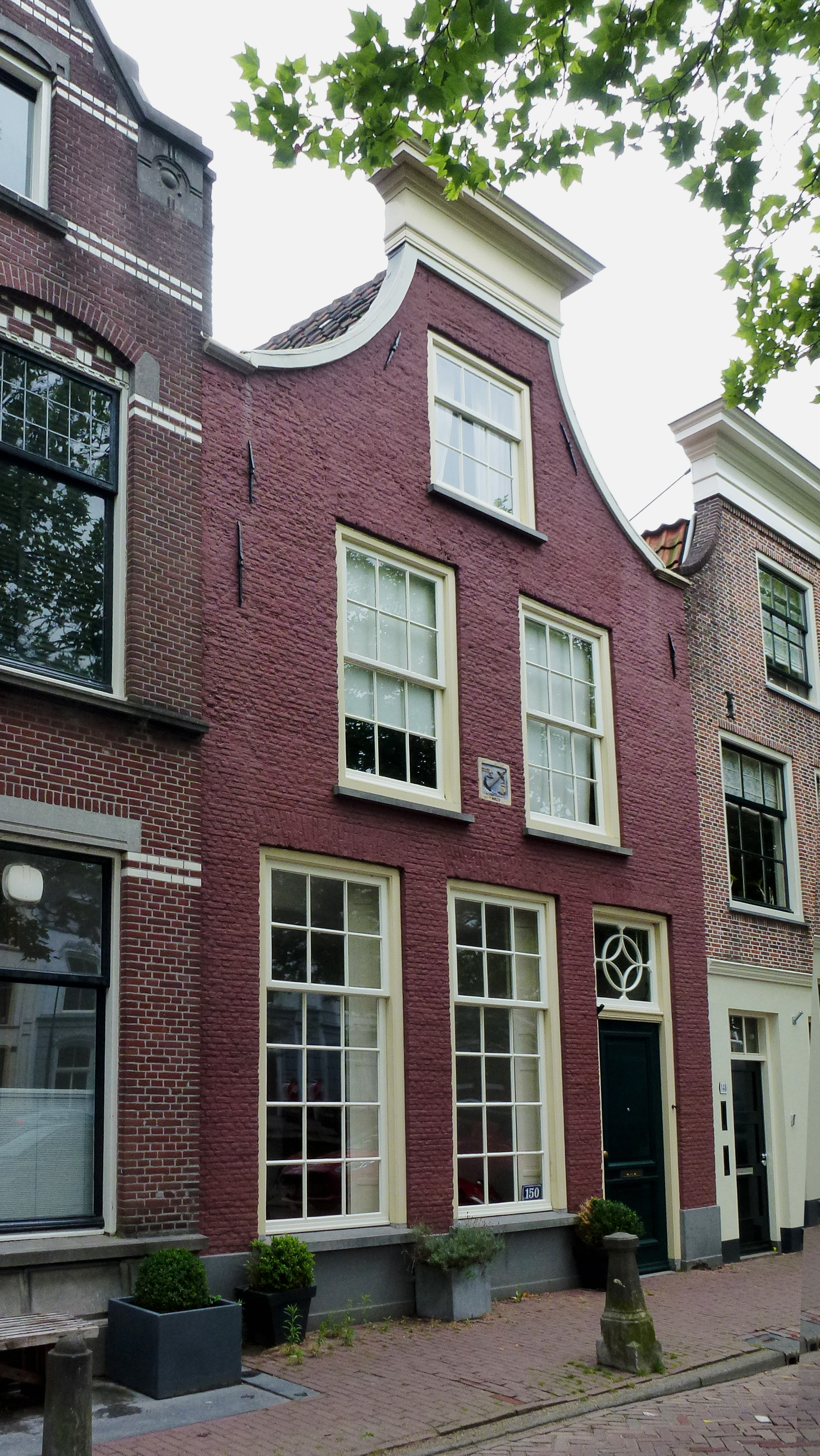
't Gouwe Anker